# Petriwka (obwód zakarpacki)
Petriwka (ukr. Петрівка) – wieś na Ukrainie. Należy do rejonu użhorodzkiego w obwodzie zakarpackim i liczy 415 mieszkańców.
Znajduje tu się stacja kolejowa Eseń, położona na linii Lwów – Stryj – Czop.